# Couvent de la Visitation Sainte-Marie de Vif
Pour les articles homonymes, voir Couvent de la Visitation Sainte-Marie (homonymie).
Le couvent de la Visitation Sainte-Marie, parfois appelé monastère de la Visitation ou monastère de Vif, était un édifice chrétien accueillant les Visitandines et situé dans la commune française de Vif, en Isère.
À la suite du départ des dernières moniales en 2006 et d'un incendie en 2016, le couvent est démoli et rasé entre la fin d'année 2019 et le début d'année 2020 par la commune.

## Localisation
Le couvent de la Visitation se situait à Vif, dans le département de l'Isère. Il se trouvait dans le quartier du Breuil, bordé à l'est par la montagne d'Uriol et à l'ouest par le torrent de la Gresse, au niveau du pont de pierre qui mène au centre-bourg. Il était délimité par le chemin de la montée d'Uriol (au nord) et le boulevard Faidherbe (à l'est).
Le site du couvent, dont les bâtiments s'étendaient sur 2 000 mètres-carrés, comprenait tout le domaine du Breuil, soit près de six hectares.

## Histoire du domaine du Breuil
Pour un article plus général, voir Histoire de Vif.

### Le couvent des Dominicains

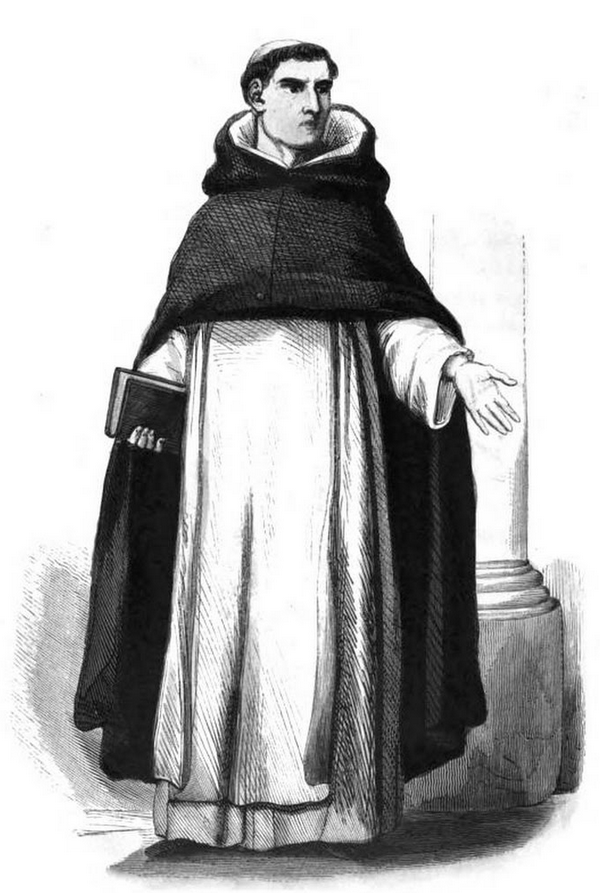
Un dominicain.

Avant l'installation des visitandines se trouvait déjà sur place un couvent de dominicains (jacobins), alors installés à Vif depuis le XVe siècle dans de diverses propriétés.
Les dominicains s'implantent dans le terrain s'étendant au pied de la montagne d'Uriol en 1640 et qui n'abrite à l'époque qu'un bâtiment de ferme qu'ils achètent à François de Revigliasc, seigneur d'Aspres. L'acte de vente fut rédigé le 15 décembre 1640. Le domaine comportait les bâtiments suivants : une maison avec huit chambres, une cuisine, une grange, une étable, un pigeonnier, une cour, un jardin avec verger et vigne.
En 1646, le torrent de la Gresse change de lit après une violente crue et entrave le domaine du Breuil ; les jacobins sont alors obligés de dresser des digues le long de la rivière et de planter des peupliers pour drainer l'eau.
Le 29 septembre 1648, ils font bénir la chapelle qu'ils ont installé. Ils resteront dans le domaine du Breuil jusqu'à la Révolution française où leur couvent sera vendu comme bien national le 11 février 1791 et transformé en maison bourgeoise jusqu'en 1926.
Les dominicains seront restés en tout 150 ans sur le domaine du Breuil de Vif.

### Occupation bourgeoise

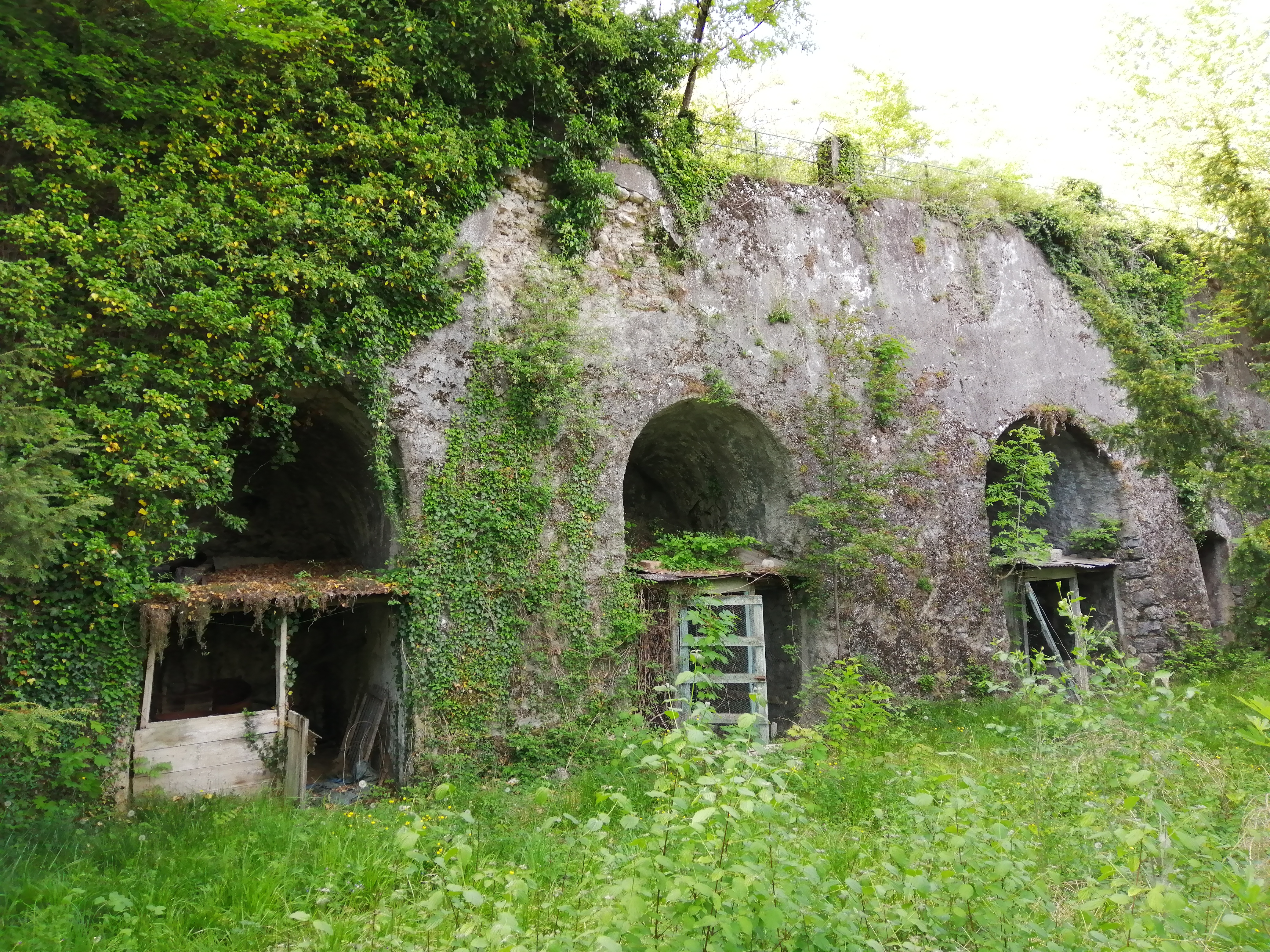
Anciennes carrières à chaux du parc du couvent.

En 1791, c'est M. Alexandre-François de Renéville qui gagne le domaine du Breuil avec une offre de 31 000 livres, soit bien au-dessus du prix d'estimation du terrain.
Au cours des 135 ans qui suivront, les lieux verront passer différents propriétaires, apportant différentes modifications au domaine : au fil du temps, des hangars sont construits, des nouveaux jardins sont tracés, la maison d'habitation voit son intérieur refait...
Parmi tous les propriétaires, Jean-Pierre Guingat possède une place à part : il achète le domaine autour de 1850, durant la ruée vers l'or gris qui attire alors dans la vallée de la Gresse de nombreux cimentiers (dont le plus illustre, Joseph Vicat et sa cimenterie du Genevrey). Guingat devient maire républicain de Vif et œuvre de 1878 à 1889 avant de démissionner. Il installera dans le domaine des carrières de pierre à chaux et lancera le projet de chantier de la mairie-école (de 1889 à 1890).

### Le couvent de la Visitation
Le domaine du Breuil redevient un lieu de spiritualité avec la venue des sœurs de la Visitation Sainte-Marie qui s'installent dans l'ancien couvent des fominicains en 1926, après l'avoir acheté à M. Callies, oncle de la première Mère supérieure, Marie-Henriette de Sales Lamarche. Quand les moniales s'installent dans le couvent, elles y trouvent des bâtiments en mauvais état et des terrains attenants abandonnés. Prenant conscience des travaux qu'il faudra mettre en chantier, elles ne se laissent pas pour autant abattre : durant un demi-siècle, elles rénoveront (avec la transformation de la maison bourgeoise en lieu monastique, les travaux sur les terres pour les rendre plus fertiles) et agrandiront leur domaine.

#### Le conflit et les années de 1927 à 1936

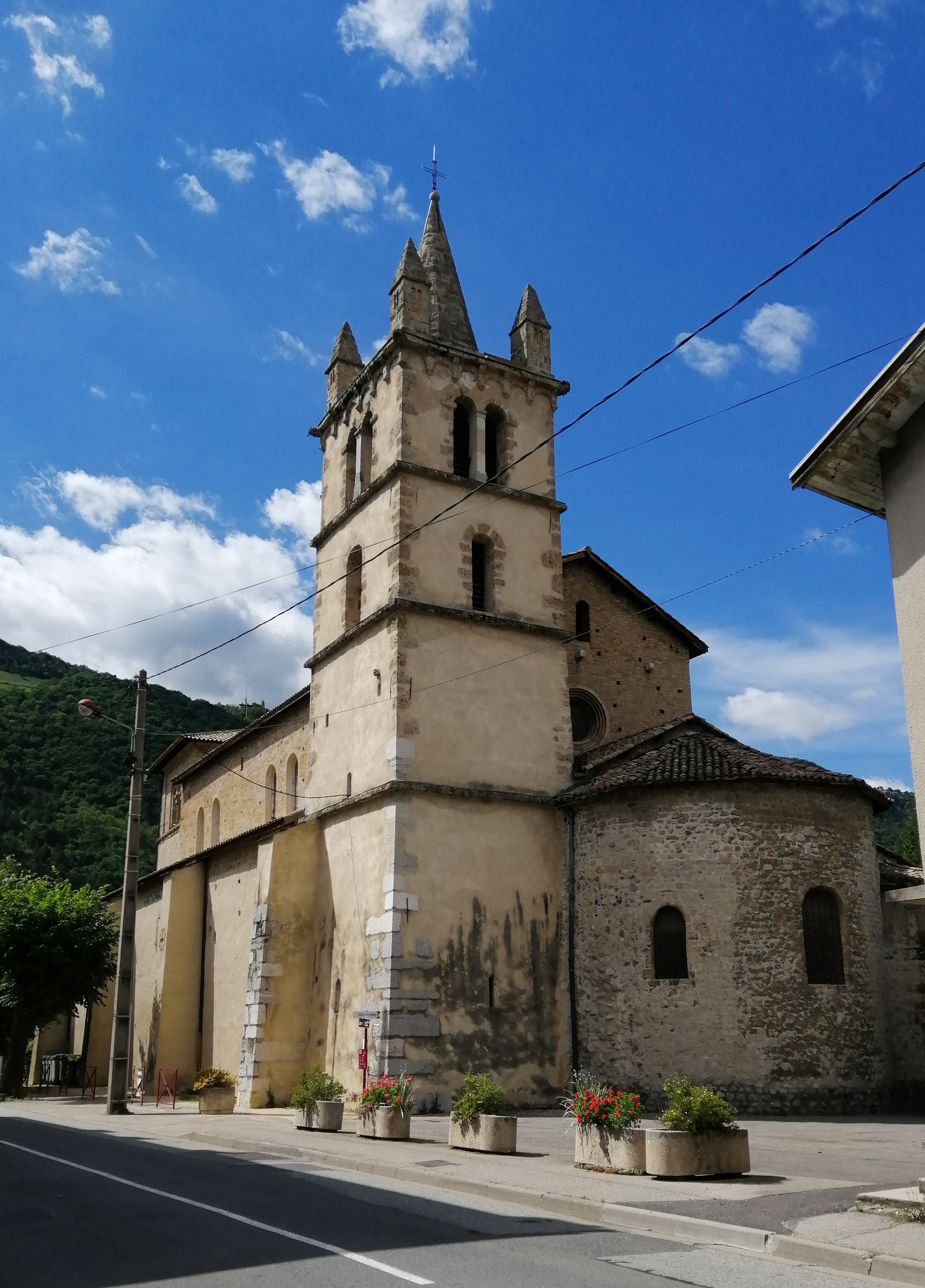
L'église Saint-Jean-Baptiste de Vif.

L'arrivée des moniales à Vif se passa durant une période de crise pour la communauté catholique de la petite ville. En effet, en 1926 un conflit d'acteur se jouait entre la paroisse de la ville et la municipalité sur l'augmentation du loyer du presbytère qui mena, le 22 août 1927, à l'expulsion du curé de Vif de l'église Saint-Jean-Baptiste par la force publique. À la suite de cet incident, l'église fut fermée et interdite de culte jusqu'en 1936.
Les sœurs du couvent de la Visitation accueillirent durant cette période les fidèles catholiques et suppléa au catéchisme, à la messe du dimanche et aux cérémonies paroissiales à la suite de la fermeture de l'église Saint-Jean-Baptiste.
En 1932, la Mère supérieure Marie-Henriette meurt et est remplacée par Mère Jeanne-Françoise Excoffier. Différents aumôniers de la Visitation passèrent aussi par le couvent après la construction par les sœurs d'une aumônerie en 1930, comme le Père Augustin Jullien (de 1926 à 1930) ou Père Abel Puillet (de 1930 à 1959).
Quelques années après leur installation, les moniales de la Visitation hésitent finalement à reprendre pied à Grenoble, dans l'ancien couvent de Sainte-Marie d'En-Haut. Mais cet ancien couvent, habité par des familles venues d'Italie, est très délabré, ce qui poussent les sœurs à demeurer à Vif et à engager des travaux de réparation importants.
C'est en 1936 que l'évêque de Grenoble nomme un nouveau curé à Vif, le Père André Pichat, mettant définitivement fin au conflit entre la municipalité et la paroisse et permettant la réouverture de l'église Saint-Jean-Baptiste.
Durant l'entre-guerre, la communauté ecclésiastique du Breuil compte 25 religieuses. Les sœurs tourières se rendaient souvent au centre-ville pour faire leurs courses chez les commerçants vifois.

#### Construction de la chapelle

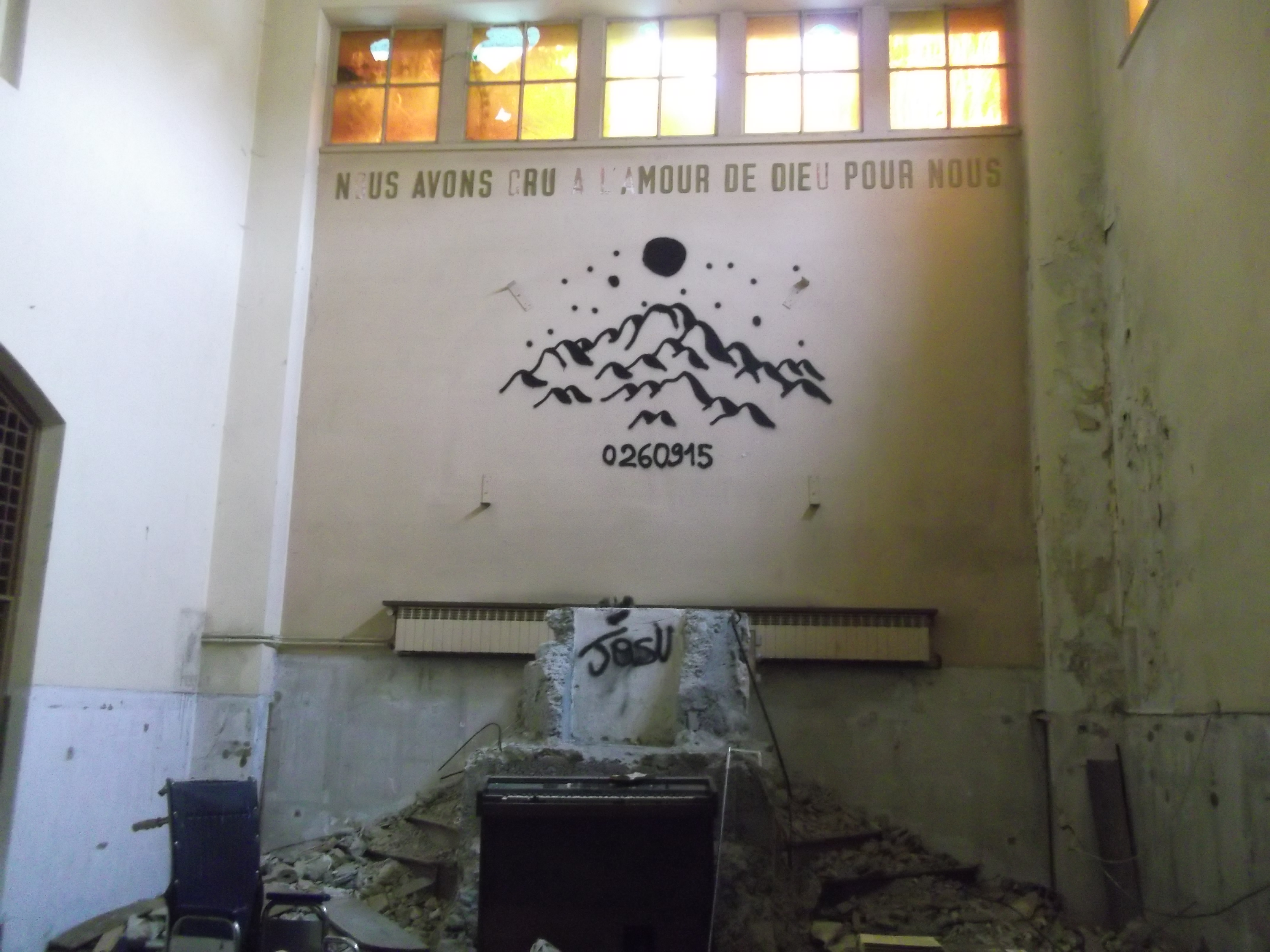
Intérieur de la chapelle du couvent en 2019.

Avec l'aide du père de la Mère supérieure Joseph-Marie-Madelaine Mallet, arrivée en 1937, la chapelle du couvent est édifiée entre 1951 et 1953. Pour l'occasion, un autel en marbre de 23 teintes différentes est offert par le Grand Séminaire de Grenoble. Utilisé par les aumôniers du couvent pour célébrer le Saint Sacrifice, cet autel est celui sur lequel le saint curé d'Ars et saint Julien Eymard ont célébré leur première messe après leur ordination.
Après la vente du couvent de la Visitation à la municipalité de Vif, l'autel a été démonté puis réinstallé dans la cathédrale de Grenoble.

### La fin du couvent de la Visitation
En 2006, après quatre-vingt ans d'appartenance à l'ordre de la Visitation, les moniales se voient dans l'obligation de quitter le couvent de la Visitation Sainte-Marie en raison de leur âge avancé,. À partir des années 2000, il ne reste plus guère qu'une douzaine de visitandines dans le couvent et celles-ci, âgées, ne peuvent plus assurer leur droit pontifical et toute la redevance religieuse qui va avec. L'ordre de la Visitation et Rome décident donc de dissoudre la communauté des Visitandines de Vif et de fermer le couvent de la Visitation.

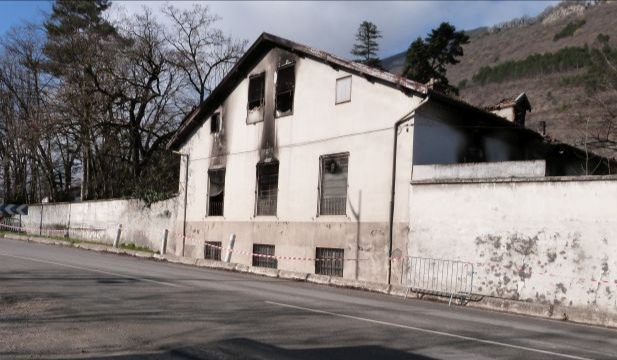
Aile Sud du couvent, partie la plus touchée par l'incendie du 6 mars 2016.

À la suite de l'abandon du couvent et du domaine du Breuil, la mairie de Vif choisi en 2010 de racheter les lieux et fit construire sur une partie du parc des immeubles de logement. La municipalité comptait garder le bâtiment du couvent pour le réemployer dans le cadre de projets de construction de résidence pour personnes âgées et de bibliothèque. Entre-temps, les lieux sont délaissés et abîmés par le temps, la nature et les nombreux visiteurs et squatteurs qui entrent par effraction et détériorent l'endroit.

#### L'incendie

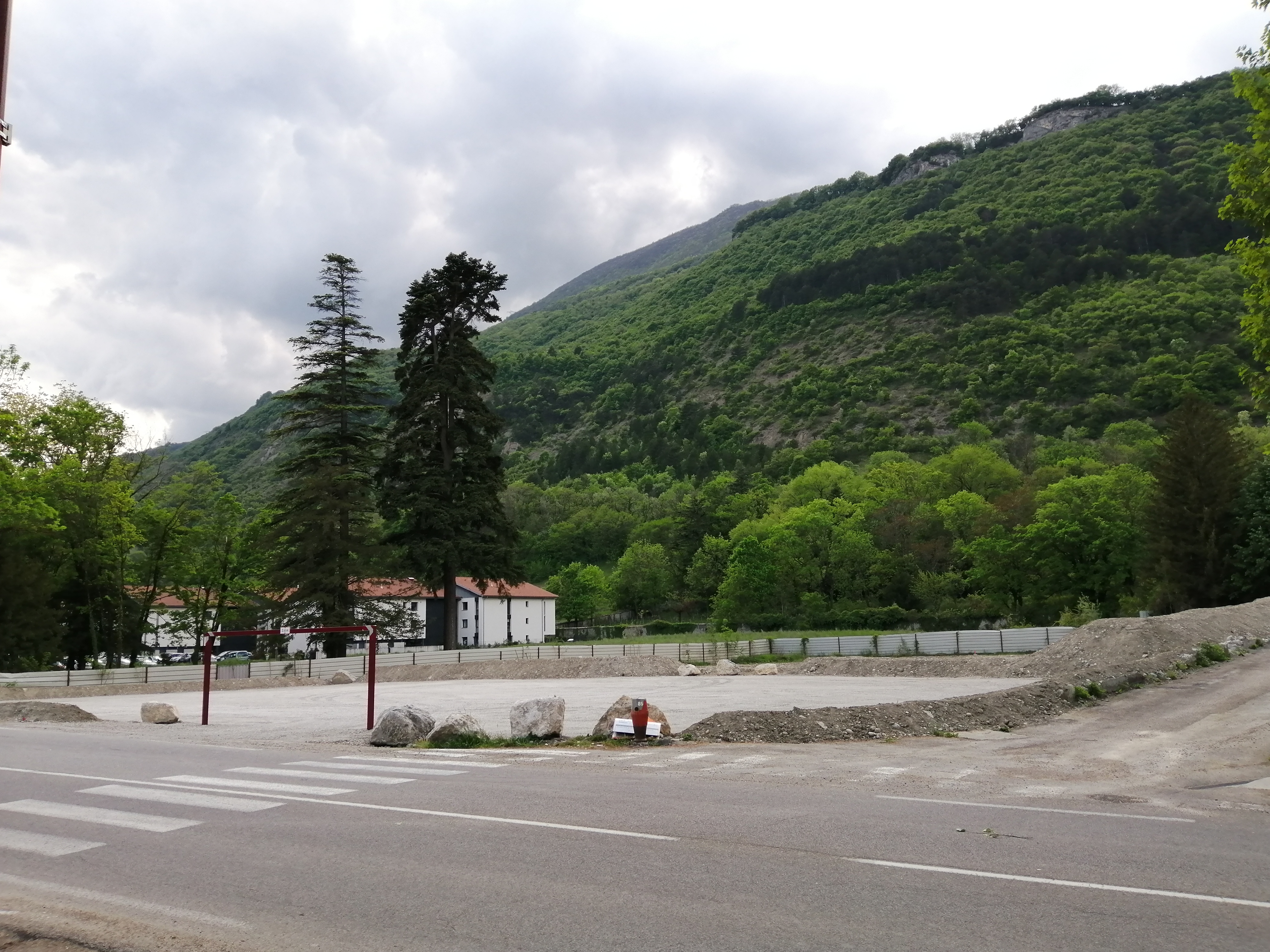
Site de l'ancien couvent de la Visitation avec, derrière, la montagne d'Uriol.

Le 6 mars 2016, vers 21 heures, un incendie se déclare dans l'aile sud du couvent désaffecté et brûle un tiers de l'édifice. Une cinquantaine de sapeurs-pompiers sont mobilisés ; ils interviennent avec quatre lances à eaux et parviennent à contenir le feu qui s'est propagé du rez-de-chaussée à la toiture. Sur les 2 000 mètres-carrés de bâtiment, 600 mètres-carrés sont incendiés. C'est la partie la mieux sauvegardée du couvent qui disparait dans les flammes. Cet incendie rend l'édifice (déjà très abîmé par le temps et par les infractions) très fragile et presque impossible à la reconstruction. Le choix de démolition est alors décidé par la municipalité de Guy Genet, et c'est au cours de l'automne 2019 que la destruction des lieux commence.
Le couvent de la Visitation est entièrement rasé en janvier 2020, après près d'un siècle d'existence. Un projet de construction de 45 logements (dont 10 sociaux) est en cours,.

## La vie au couvent de la Visitation

### L'emploi du temps des religieuses
Les sœurs du couvent de la Visitation étaient debout de six heures du matin à vingt-et-une heures du soir et suivaient un emploi du temps bien précis :
- 6 h 30 : prière (une heure)
- 7 h 30 : office des laudes (psaumes de louanges)

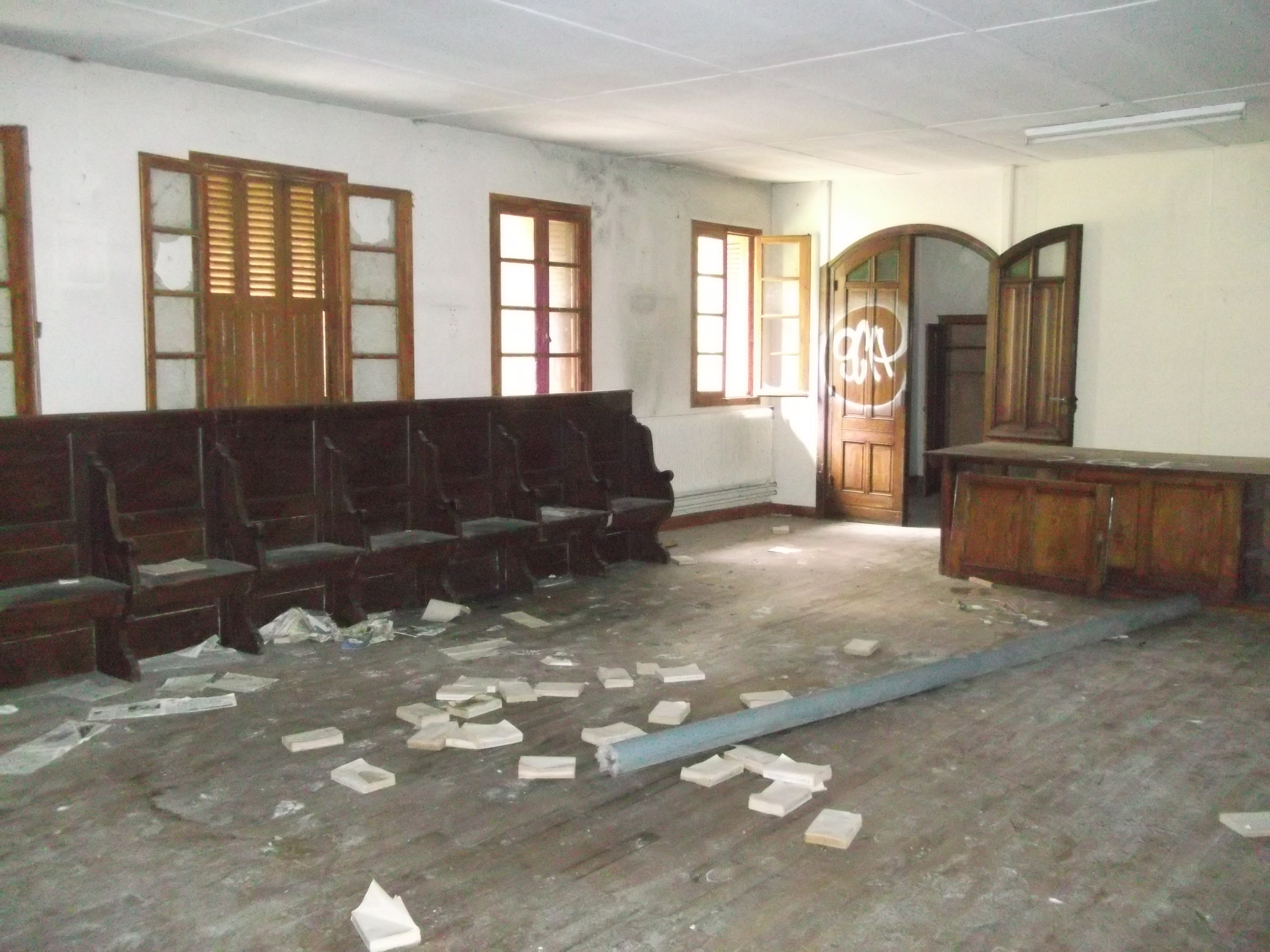
La salle de prières en 2019.

- La salle de prières en 2019.8 h 00 : messe célébrée par l'aumônier dans la salle capitulaire.
- 8 h 30 : petit-déjeuner au réfectoire.
- 9 h 30 : office de tierce (chanté à la troisième heure du jour) ou lectures.
- 10 h 15 : travail en silence ou en cellule.
- 11 h 30 : office de sexte (une des heures de canoniales qui doit se dire à la sixième heure du jour)
- 11 h 45 : déjeuner au réfectoire de la communauté.
- 13 h 30 : travaux et réunion communautaire (détente).
- 14 h 15 : la Mère supérieure donne l'ordonnance de la journée.
- 14 h 30 : office de none (à la neuvième heure canoniale, office chanté ou récité) suivi de l'examen de conscience de la demi-journée.
- 14 h 50 : lecture spirituelle individuelle (tous les livres sont choisis)
- 15 h 20 : temps libre.
- 15 h 50 : Ttavaux.
- 16 h 30 : goûter.
- 17 h 15 : lecture d'écritures saintes.
- 17 h 30 : méditation et oraison (prière du soir).
- 18 h 00 : vêpres célébrées à la chapelle.
- 18 h 45 : diner.
- 19 h 20 : petits travaux.
- 20 h 00 : détente.
- 20 h 45 : obéissance.
- 21 h 00 : complies avec examen de conscience.

### Les travaux quotidiens de la communauté

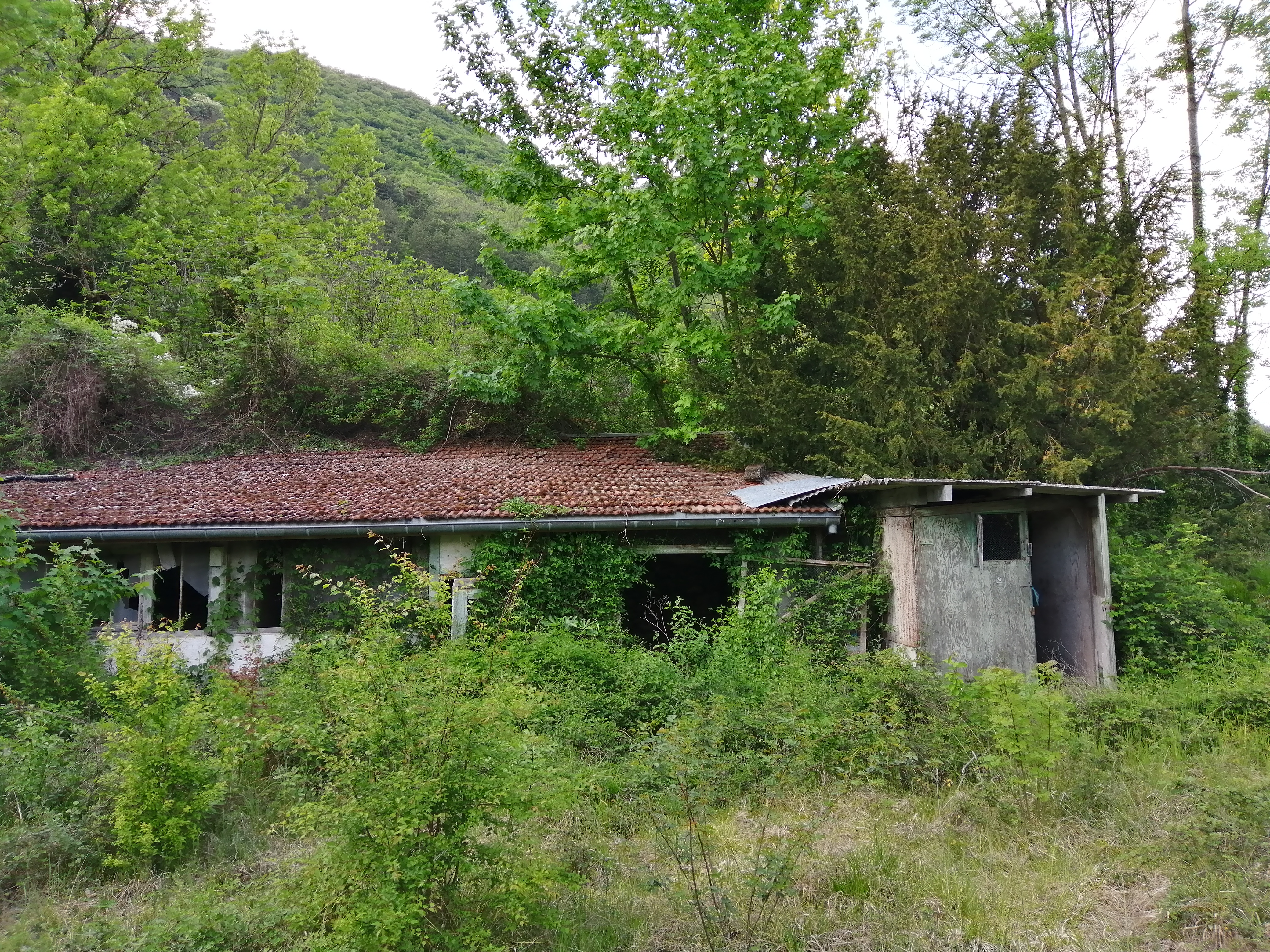
L'ancien poulailler du couvent.

Le travail manuel ou intellectuel faisait partie intégrante de la vie religieuse au couvent de la Visitation. Selon leurs talents ou leurs goûts, les moniales étaient employées à de nombreuses occupations : exploitation du jardin, fabrications d'images religieuses (offertes pour les professions de foi, la confirmation et autres étapes de la vie chrétienne), travaux de couture, traduction d'ouvrages ou encore exploitation du vignoble ou du verger.
Les moniales de la visitation de Vif étaient aidées d'un jardinier ; elles fabriquaient du vin de noix et du vin d'orange et vendaient des fruits et légumes (en particulier du raisin chasselas blanc). Elles possédaient un vivier où étaient élevées des truites ainsi qu'une étable avec deux vaches, un clapier et un poulailler.
Le couvent était aussi un lieu important d'accueil ; en effet, les sœurs participaient activement à la catéchèse et ouvrirent un ouvroir pour les petites filles. Elles faisaient louer aussi à prix modique des chambres ou salles de repas pour des personnes de passage à Vif, pour des personnes âgées dont elles s'occupaient ainsi que pour des pensionnaires saisonniers (en couple ou célibataires).

## Parc de la Visitation
La ville de Vif, après l'incendie et la démolition du couvent, a réutilisé une partie du domaine du Breuil : la partie où se trouvaient les bâtiments du monastère a été transformée en parking temporaire, et la partie entre le parking et la résidence du Cottage Park (sur la route du Breuil) est devenue le parc municipal de la Visitation. Ce parc doit subir des aménagements futurs.

## Galerie

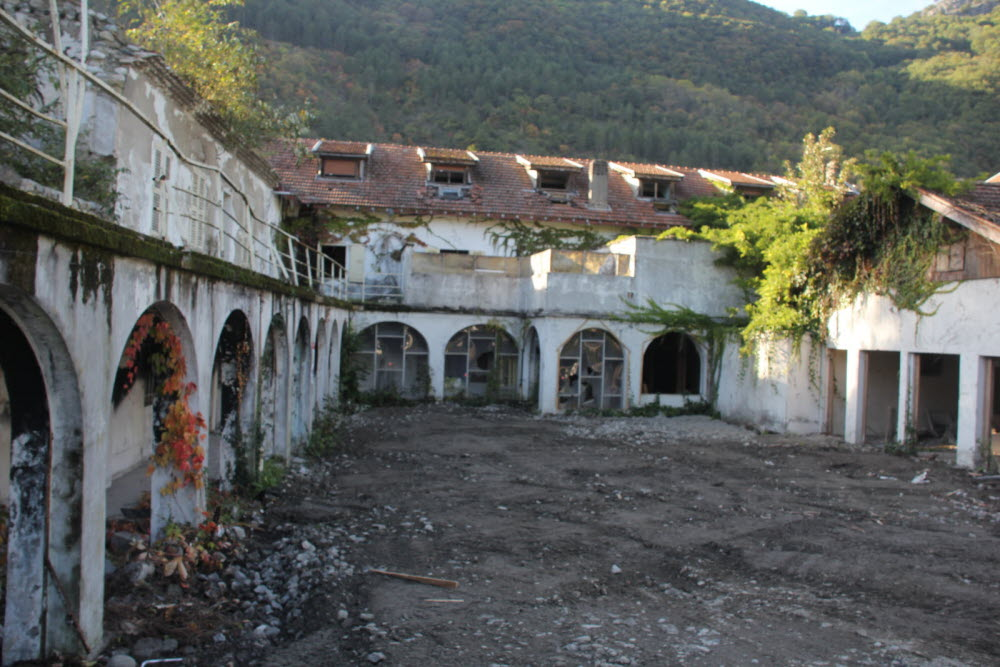
Cour d'entrée du couvent.
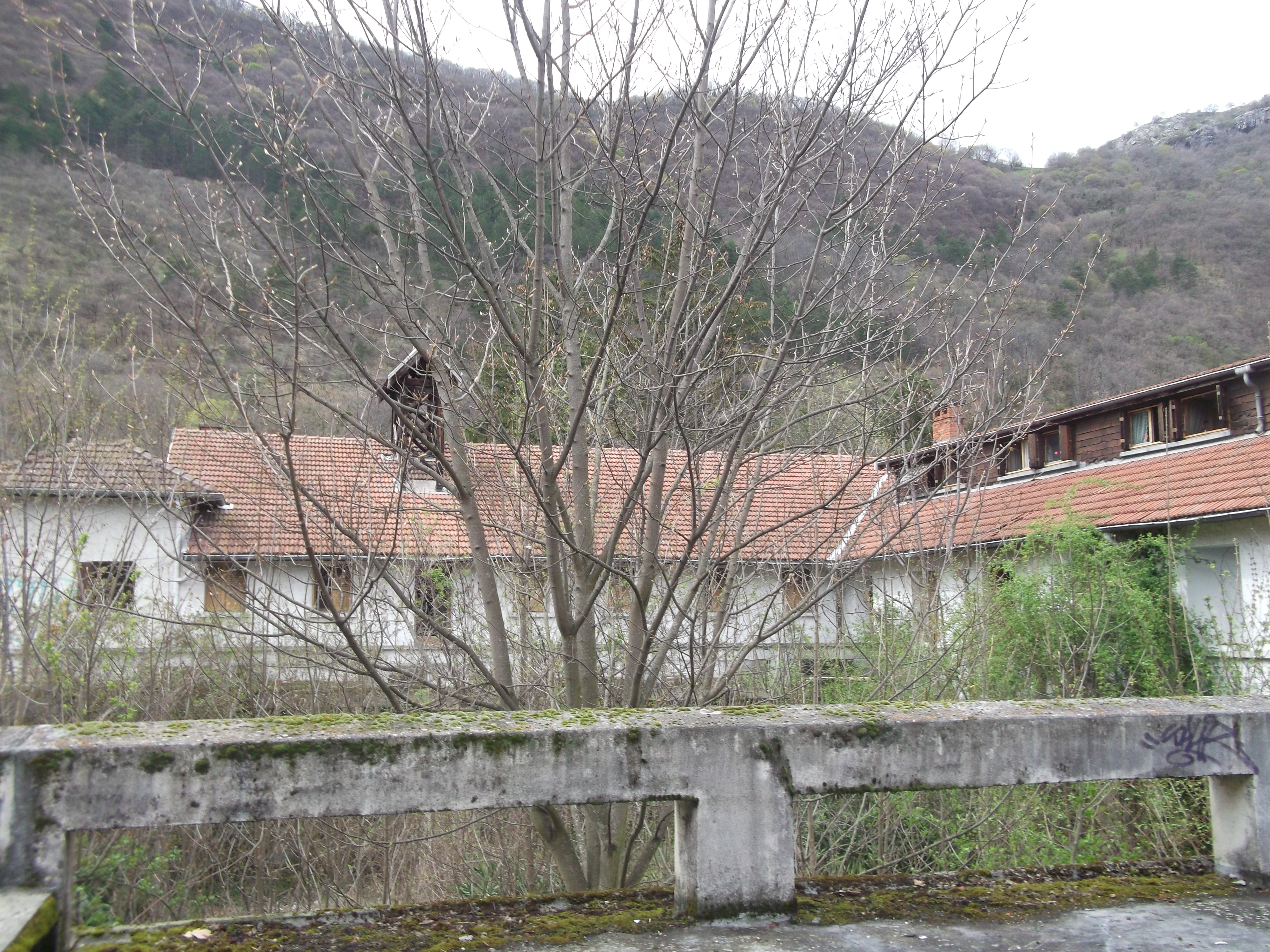
Jardin du cloître du couvent.
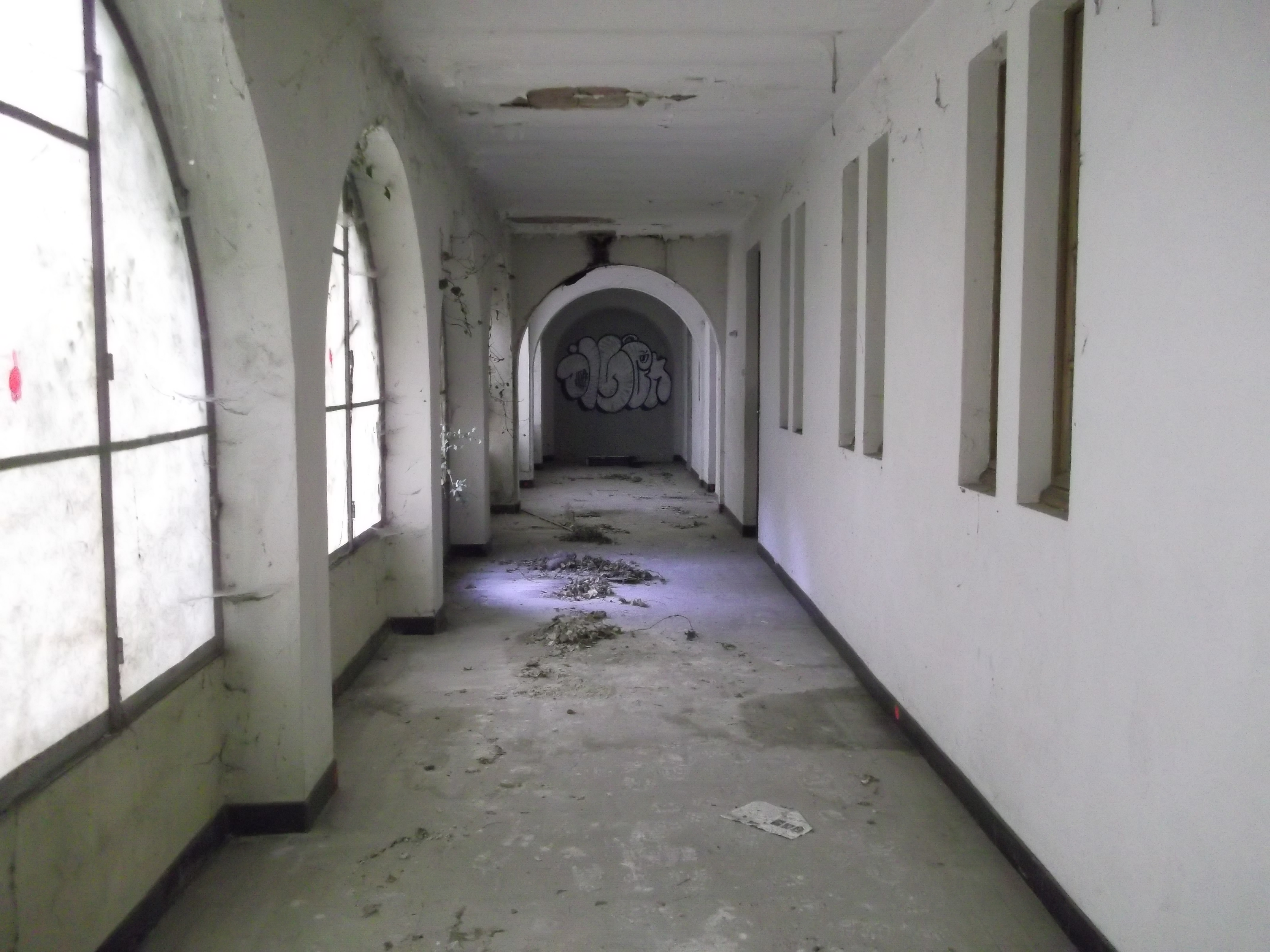
La galerie du cloître en 2019.
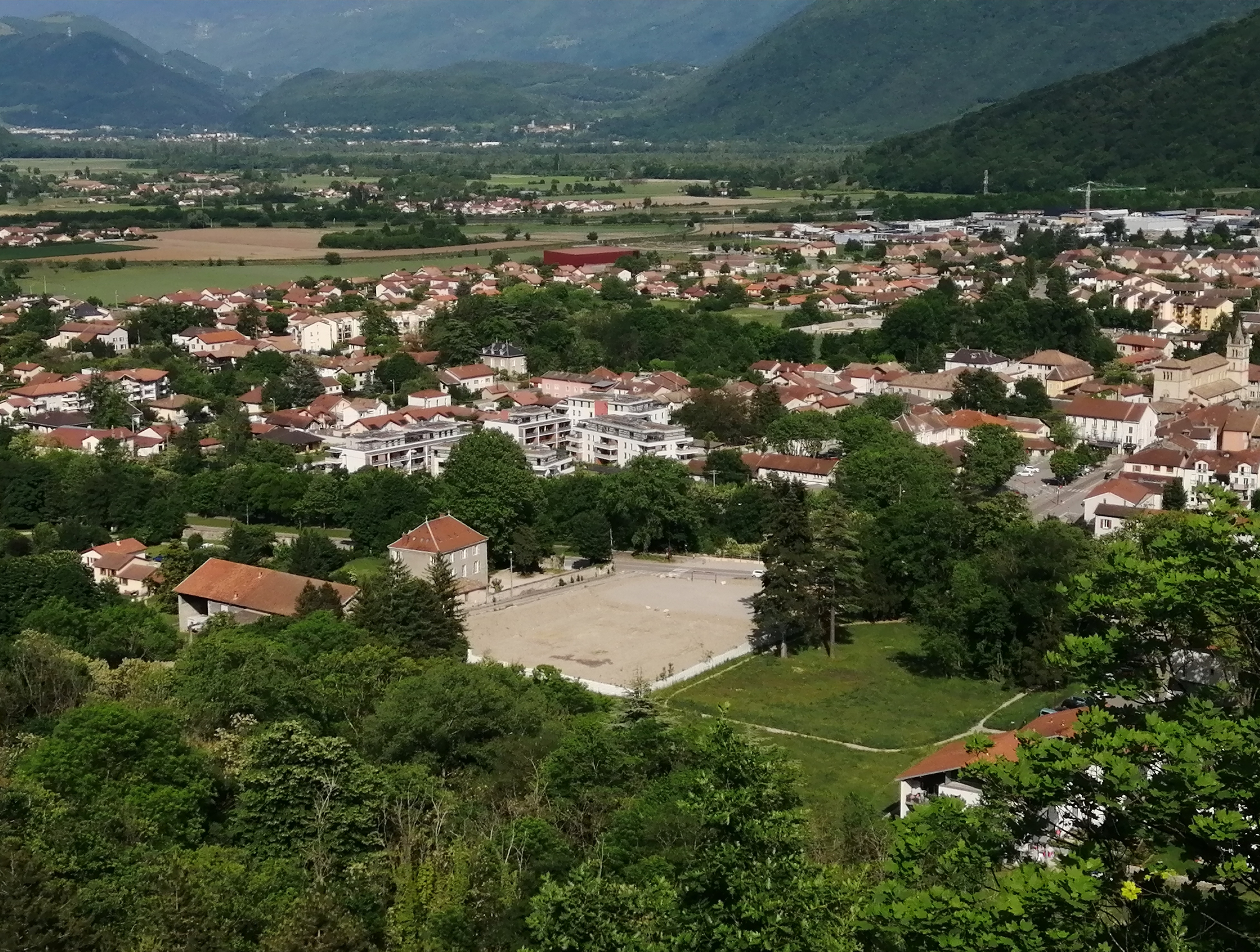
Vue générale du domaine du Breuil (au premier plan).
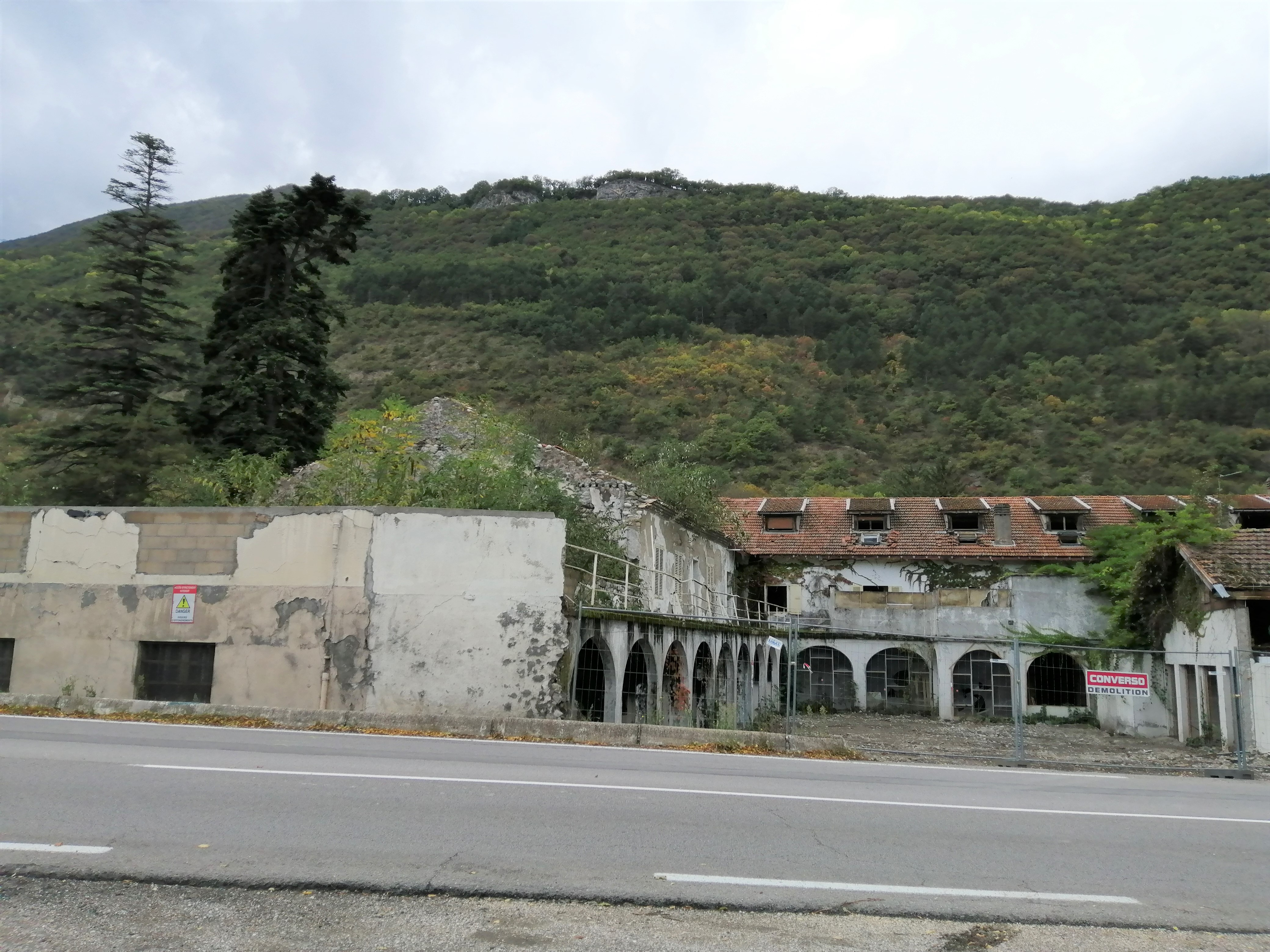
Le couvent en novembre 2019.
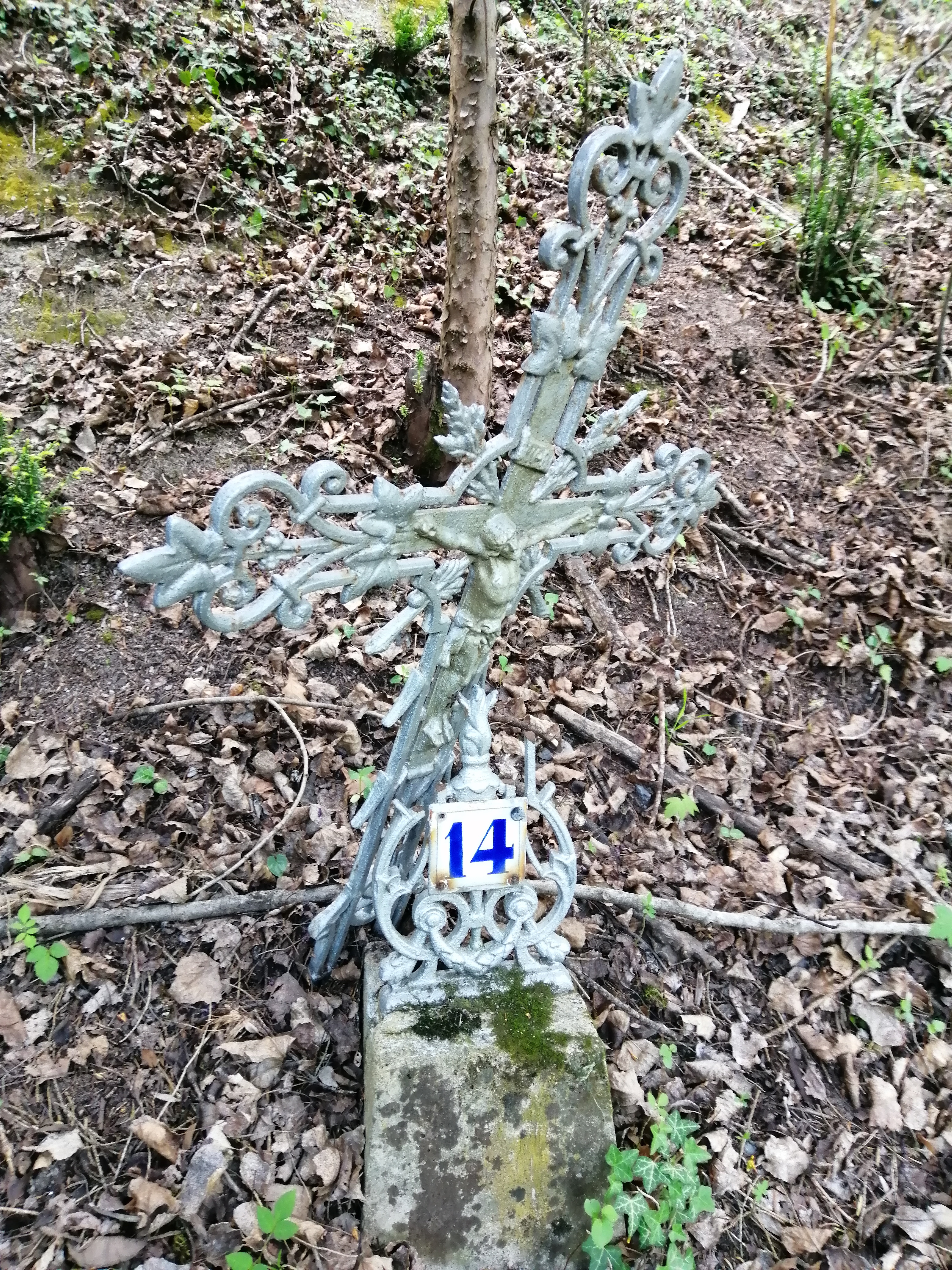
Croix de l'ancien chemin de croix du parc.